# Nicolas-Alexandre de Virieu-Beauvoir
Nicolas-Alexandre, vicomte de Virieu-Beauvoir (26 août 1733 - 2 mars 1811), est un général français.

## Biographie
Fils d'André Nicolas de Virieu de Beauvoir, brigadier des armées du Roi, et frère du général Pierre-Gabriel-Xavier de Virieu de Beauvoir (1723-1782), il devient lieutenant au régiment de Guyenne en 1746, qui fut incorporé au régiment du Dauphin en 1762.
Lieutenant de la compagnie colonelle du régiment Royal-Infanterie en 1747, puis capitaine au régiment de Languedoc dragons en 1755, il passa mestre de camp en 1762 et exempt de la compagnie de Beauvau des gardes du corps du roi en 1763.
Le 5 juin 1763, il fut nommé commandant du régiment de Provence, puis brigadier de dragons en 1780.
Virieu-Beauvoir passa lieutenant de roi en Dauphiné et maréchal des camps et armées du roi en 1781. Il est élu de la noblesse de Bourgogne la même année.
Il émigra à la Révolution et passa capitaine-lieutenant de la compagnie des grenadiers à cheval de la maison du roi, à l'Armée des princes, en 1793.
Il était premier écuyer et premier gentilhomme d'honneur de Monsieur, comte de Provence.
Marié à Claudine de Maleteste, dame pour accompagner de Madame Sophie de France, puis de la comtesse de Provence, il est le père du général Joseph-Marie-Alexandre de Virieu et beau-père du général Antoine-Charles de Ganay.

## Sources
- Jean Baptiste Pierre Jullien de Courcelles, Dictionnaire historique et biographique des généraux français: depuis le onzième siècle jusqu'en 1820, 1823